# Circle Line

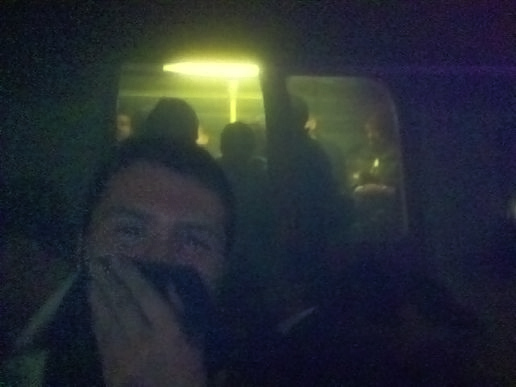
Lidé v metru během teroristických útoků 7. července 2005

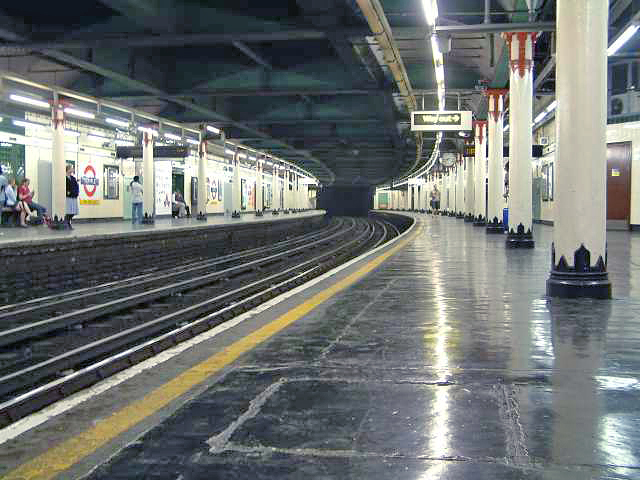
Temple – typická odkrytá a později znovu zakrytá stanice

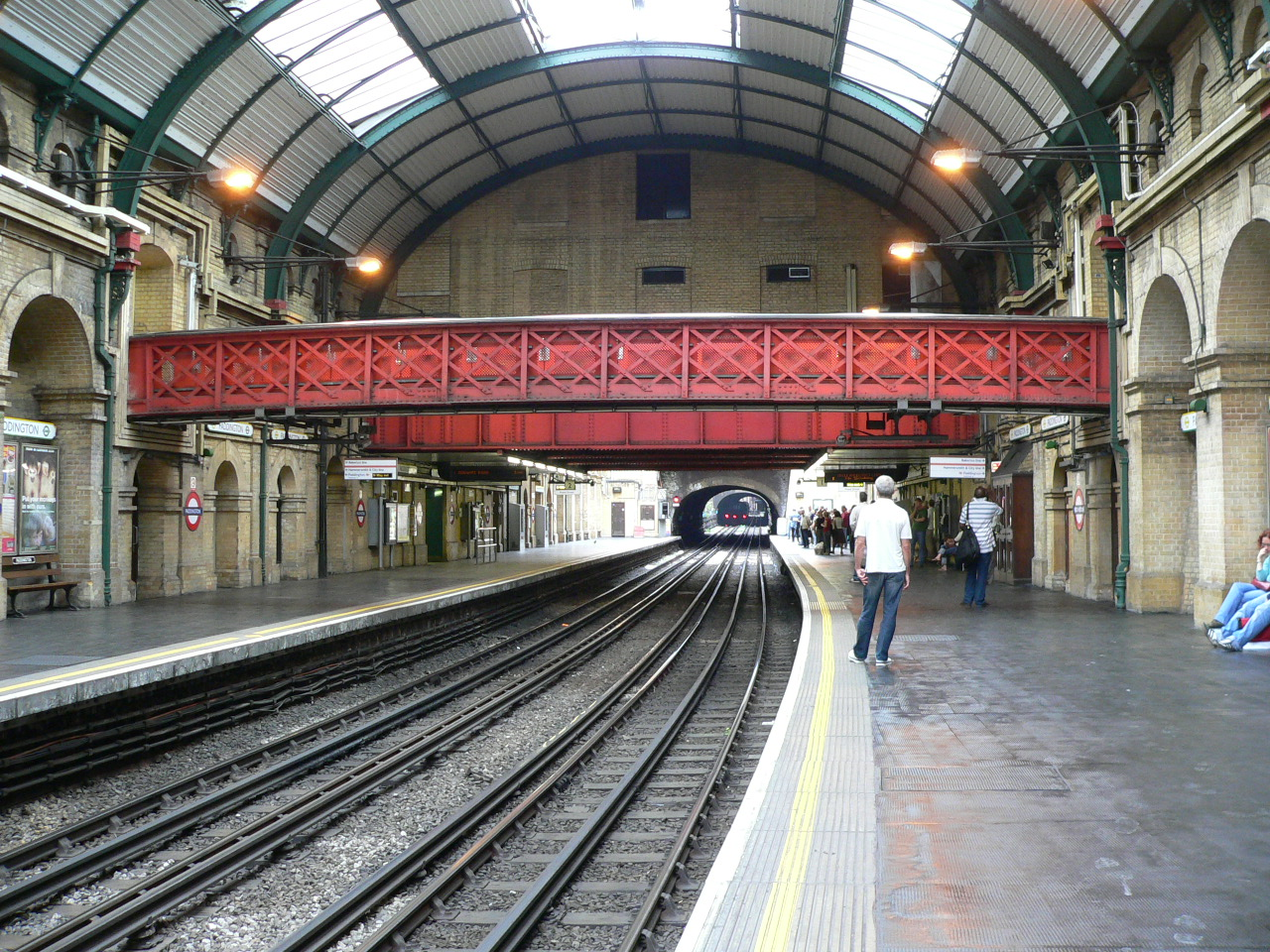
Nástupiště stanice Paddington na Circle a District Line

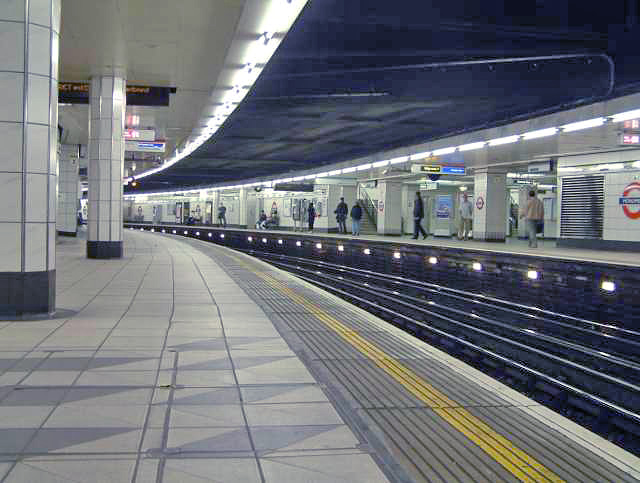
Stanice Monument

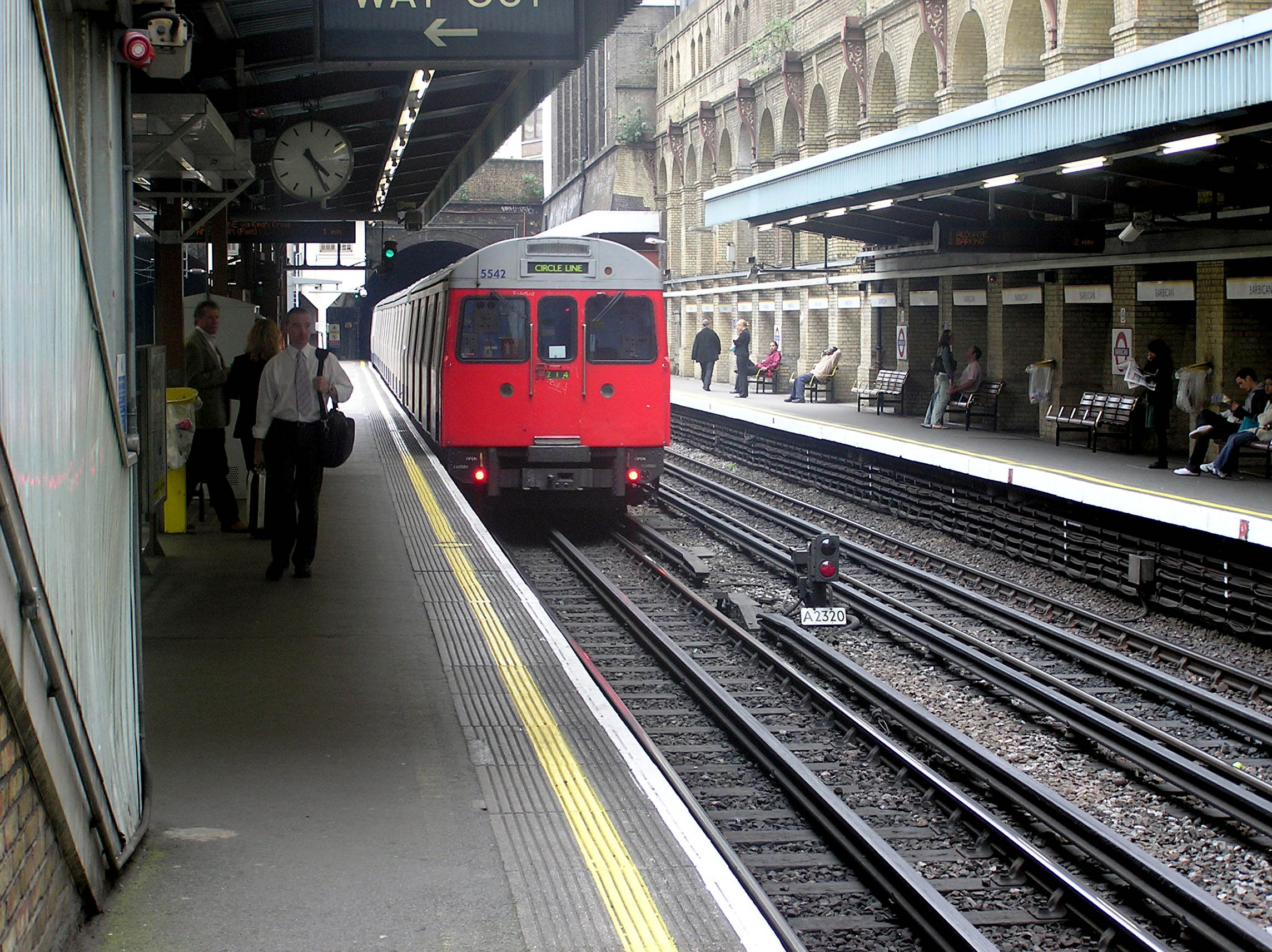
Souprava odjíždějící ze stanice Barbican

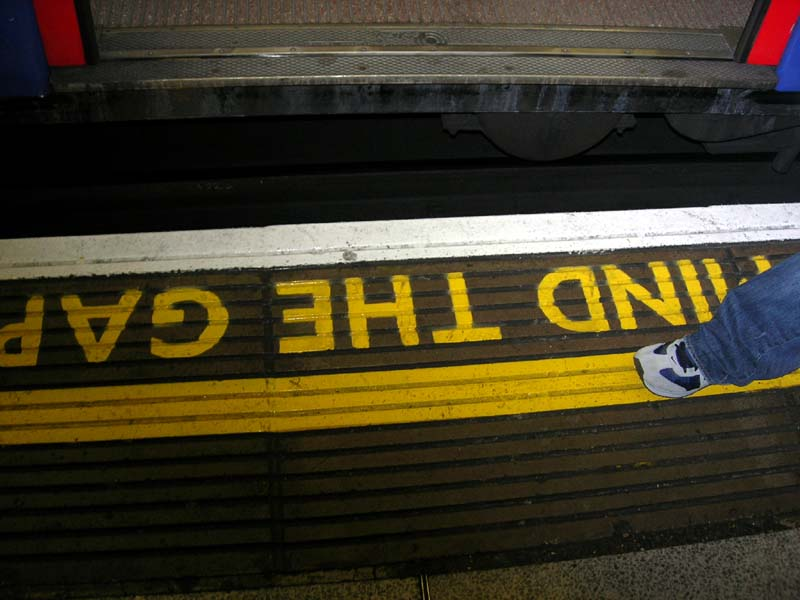
Fráze „Mind the gap“ (Pozor na mezeru) na jednom z nástupišť

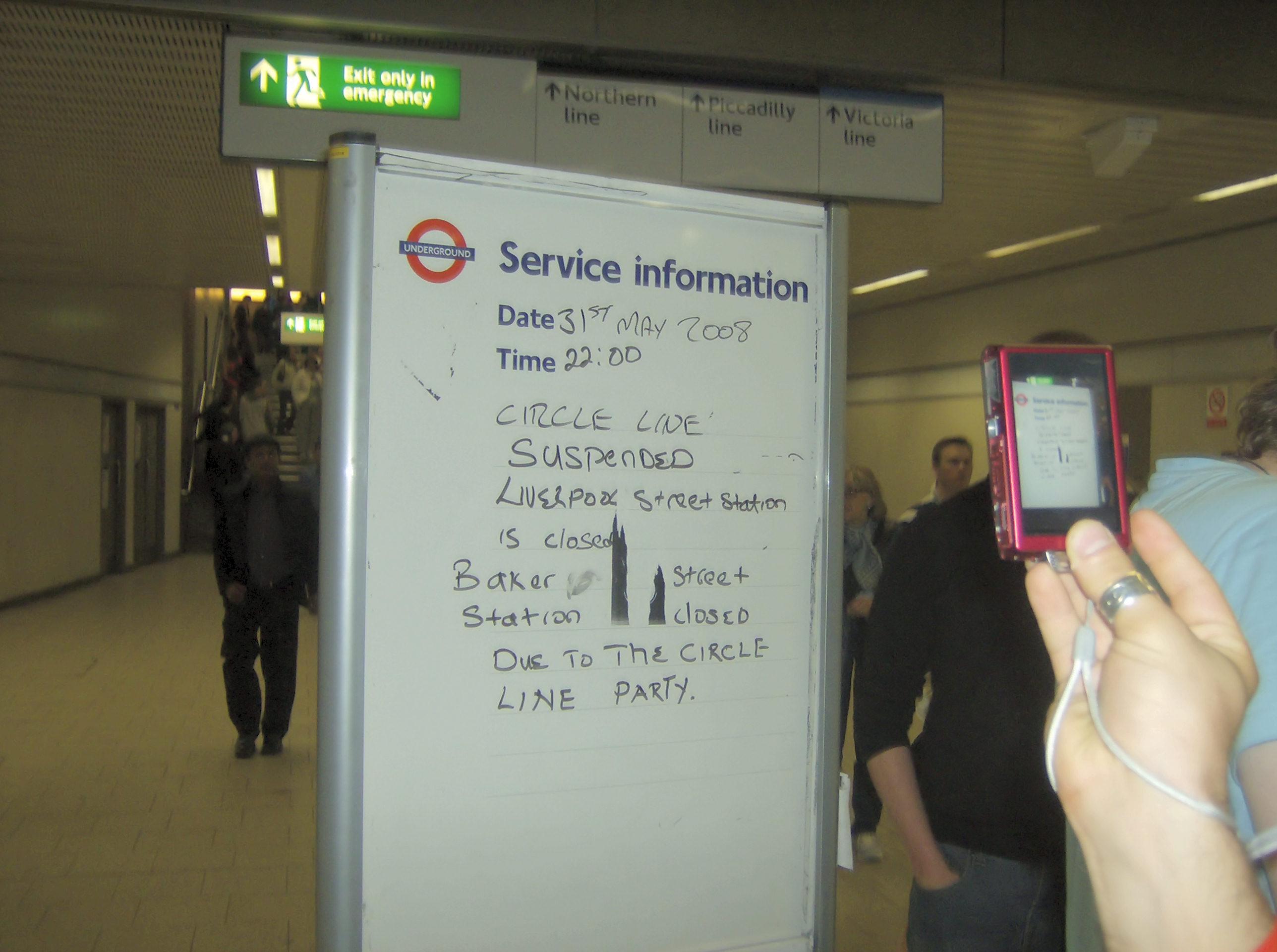
Kvůli párty 31. května 2008 a byly uzavřeny stanice Baker Street a Liverpool Street a celá Circle Line

Circle Line je jedna z linek londýnského metra, která jako taková vznikla až v roce 1949, kdy se oddělila od jejích základních linek – Metropolitan Line a District Line, i když se na mapách objevila již v roce 1947. Je často označována jako virtual line, protože na lince není jediná stanice, kde by zastavovala sama. Je to z toho důvodu, že Circle Line byla vytvořena již ze dvou existujících linek. Jediné úseky tratě, na kterých linka jede o samotě jsou mezi stanicemi High Street Kensington a Gloucester Road a mezi Tower Hill a Aldgate. Z linky se dá přestoupit na většině hlavních londýnských terminálů. Je to osmá nejvytíženější linka v síti.
Na severu, východě a západě centrálního Londýna linka zhruba obtahuje vnitřní hranici tarifní zóny 1, ale na jihu je hranice této zóny značně vzdálená od Circle Line. Circle a dvoustanicová Waterloo & City Line jsou jediné linky, které leží kompletně jen v tarifní zóně 1.
Jak název naznačuje, soupravy na lince jezdí neustále. Cesta celým okruhem trvá přibližně 45 minut, ale jízdní řád přikazuje dvě dvouminutové přestávky ve stanicích High Street Kensington a Aldgate, tedy celý okruh trvá přibližně 49 minut. Toto umožňuje obsluhu sedmivozovými soupravami v každém směru v intervalu 7 minut. Na cestu je obvykle rychlejší použít jiné linky, pokud chcete cestovat ve směru sever–jih a naopak.

## Historie
Circle Line byla schválena, když parlamentních jednání v letech 1853 a 1854 povolily na Metropolitan and the Metropolitan District Railways vnitřní okruh. Skutečností se stal 6. října 1884. Elektrifikace linky, na níž do té doby jezdily parní lokomotivy začala na pokusném úseku v roce 1900. První vlaky na elektrický pohon byly postupně představovány za 11 dní do 24. září 1905.
Vnitřní okruh byl následován vnějším, potom středním a za krátký čas dokonce i jiným větším okruhem jako byl vnější. Avšak žádný z nich nebyl kompletní kruh; např. vnější okruh byl následován North London a West London Railways ze stanice Broad Street do Willesden Junction a Addison Road (dnes Kensington (Olympia )), pak ke stanici na District Line – Mansion House. Dnes vlaky na Silverlink provozovaná na obdobném půlkruhu z Richmondu do východního Londýna a plánuje dokončit venkovní železniční okruh pod jménem Orbirail.

### Teroristické útoky 7. července 2005
7. července 2005 se dva vlaky na Circle Line staly terčem teroristů. Výbuchy nastaly téměř současně o 08:50 BST (British Summer Time – Britský letní čas), první mezi stanicemi Liverpool Street a Aldgate a druhý v stanici Edgware Road, kde výbuch poškodil tunel, který následně poškodil vlak jedoucí v protějším směru.
Následně po výbuších uzavřeli celou Circle Line. Zatímco většinu ostatních linek znovu otevřeli 8. července 2005, Circle Line zůstala zavřena na několik týdnů a otevřeli ji za necelý měsíc po výbuších – 4. srpna 2005. Při výbuších ve vlacích na Circle Line zahynulo nejméně 14 osob. Třetí bomba vybuchla mezi stanicemi King's Cross St. Pancras a Russell Square na Piccadilly Line.

## Vozový Park
Na Circle Line jezdí soupravy typu S7 s charakteristickými barvami londýnského metra – červenou, bílou a modrou.

## Budoucnost
Circle Line pravděpodobně zanikne v její původní podobě v roce 2011 a bude sloučena s Hammersmith & City Line. Nová linka by jezdila ze stanice Hammersmith přes Paddington a pak by udělala úplný okruh dnešní Circle Line končících ve stanici Edgware Road.
Okružní trasy mají podstatný problém ohledně jízdních řádů. Soupravy jsou neustále v pohybu, takže je zde malý čas „na vynulování zpoždění“. I malé zpoždění způsobí podstatně horší výsledek než na neokružných linkách. Zpoždění se dá vynulovat delšími pobyty ve stanicích (určenými jízdním řádem), ale toto zvyšuje dobu cestování a naopak snižuje počet vlaků. Navrhované sloučení by mohlo tento problém odstranit, protože by zde byl dostatečný čas na vynulování zpoždění na obou konečných stanicích linky.
Bylo potvrzeno, že linka přestane existovat již v prosinci 2009.
Výše uvedenému navzdory je linka v provozu i v roce 2023.

## Trasa
Ve směru hodinových ručiček ze stanice Paddington:
- Paddington – přestup na District Line a Great Western Main Line
- Edgware Road – přestup na District Line
- Baker Street – přestup na Metropolitan Line, Hammersmith & City Line, Jubilee Line a Bakerloo Line
- Great Portland Street – přestup na Metropolitan Line a Hammersmith & City Line
- Euston Square – přestup na Metropolitan Line, Hammersmith & City Line a na West Coast Main Line (železniční stanice Euston)
- King's Cross St. Pancras – přestup na Metropolitan Line, Hammersmith & City Line, Northern Line (větev Bank), Piccadilly Line, Victoria Line a na Midland Main Line a East Coast Main Line
- Farringdon – přestup na Metropolitan Line a Hammersmith & City Line
- Barbican – přestup na Metropolitan Line a Hammersmith & City Line
- Moorgate – přestup na Metropolitan Line, Hammersmith & City Line a Northern Line (větev Bank)
- Liverpool Street – přestup na Metropolitan Line, Hammersmith & City Line, Central Line a na Great Eastern Main Line
- Aldgate – přestup na Metropolitan Line
- Tower Hill – přestup na District Line a Docklands Light Railway
- Monument – přestup na District Line a v stanici Bank na Northern Line (větev Bank), Central Line, Waterloo & City Line a Docklands Light Railway
- Cannon Street – přestup na District Line
- Mansion House – přestup na District Line
- Blackfriars – přestup na District Line
- Temple – přestup na District Line
- Embankment – přestup na District Line, Northern Line (větev Charing Cross) a Bakerloo Line
- Westminster – bezbariérový přístup, přestup na District Line a Jubilee Line
- St. James's Park – přestup na District Line
- Victoria – přestup na District Line a Victoria Line
- Sloane Square – přestup na District Line
- South Kensington – přestup na District Line a Piccadilly Line
- Gloucester Road – přestup na District Line a Piccadilly Line
- High Street Kensington – přestup na District Line
- Notting Hill Gate – přestup na District Line a Central Line
- Bayswater – přestup na District Line

## Zajímavosti
- Na Circle Line se každoročně v sobotu na Waitangi Day (6. února) odehrává akce pod názvem Pub Crawl (plazení z baru do baru) a je to vlastně návštěva všech stanic po pořadí a vypití půl pinty (cca 284 ml) alkoholu ať už na stanici nebo v nejbližším baru.
- V roce 2004 se vyskytly tři Circle Line Party. Byly podporovány venkovskými organizacemi jako např. Space Hijackers (vesmírní lupiči) a v soupravě se odehrálo i „oloupení“. Párty se konala také 31. květen a 2008, tedy poslední den, kdy se mohlo užívat alkohol v prostor metra, což vedlo k zatčení 17 osob pro nepřiměřené chování, jakož i uzavření celé linky na zbytek večera.
- Skladatel Robert Steadman napsal zkušební skladbu nazvanou Mind the Gap(česky „Pozor na mezeru“) pro violoncello a orchestr, která popisuje okružní cestu po Circle Line. Na začátku a na konci zazněla umělecky přetvořena fráze Mind the gap!
- Z důvodu neustálého pohybu souprav v jednom směru se kola opotřebovávají různě. Aby se tomu předešlo, jedou dvě soupravy denně směrem Tower Hill → Whitechapel → Aldgate East → Liverpool Street namísto toho, aby jely přímo přes Aldgate. Tento proces otočí soupravu pro pohyb opačným směrem.
- Circle Line je zmiňována v písni Circle z roku 1982, kterou vydala britská skupina Siouxsie and the Banshees v albu A Kiss in the Dreamhouse.